# Saturno contro
Saturno contro è un film del 2007 diretto da Ferzan Özpetek. 
La pellicola ha incassato 7740000 €.
Il film è dedicato a Hrant Dink, scrittore turco di origini armene e paladino della lotta per i diritti civili in Turchia, ucciso ad Istanbul nel gennaio del 2007; si tratta della pellicola d'esordio come attrice di Ambra Angiolini, fino ad allora nota solo come conduttrice e cantante.

## Trama
Saturno è il pianeta che, secondo gli astrologi, quando è "contro" porta rotture, cambiamenti, nuovi incontri, dai quali si può uscire provati, cambiati e persino migliorati.
Davide, ragazzo omosessuale, è uno scrittore di favole; nella sua casa ospita gli incontri di un folto gruppo di amici: il bancario Antonio, sposato con la psicologa antifumo Angelica ed amante della fioraia Laura; Neval, interprete turca sposata con il poliziotto Roberto, succube di lei e poco integrato nel gruppo; Sergio, ex fidanzato di Davide, con il quale ha mantenuto un rapporto di amicizia, anche se adesso Davide ha una relazione con Lorenzo, che lavora nel campo della pubblicità; Roberta, amica e collega di Lorenzo, patita di astrologia e con problemi di droga.
La loro vita sembra scorrere ordinariamente, se non che, durante una cena a casa di Davide, Lorenzo ha un malore e viene ricoverato in ospedale, dove, dopo un periodo di coma, muore. L'evento turba gli animi di tutti e sulla panca fuori dalla camera dell'ospedale questa specie di "famiglia allargata" fa i conti con la perdita e con le difficoltà ad accettarla, smettendola di nascondersi dietro le proprie paure e debolezze.

## Produzione
Özpetek si avvale anche per questo film della produzione di Tilde Corsi e Gianni Romoli per la R&C Produzioni e della distribuzione di Medusa Film.
Sono state girate alcune scene nella cosiddetta "galleria" del policlinico di Tor Vergata.

## Colonna sonora
Le musiche sono state scritte da Neffa e Riccardo Eberspacher. Neffa ha scritto il brano principale, intitolato Passione; della colonna sonora fanno parte anche brani di Gabriella Ferri, Sophia Loren e Carmen Consoli.

## Riconoscimenti
Questo film è riconosciuto come d'interesse culturale nazionale dalla Direzione generale Cinema e audiovisivo del Ministero per i beni e le attività culturali e per il turismo italiano, in base alla delibera ministeriale del 25 settembre 2006.
- 2007 - David di Donatello
  - Migliore attrice non protagonista a Ambra Angiolini
  - Candidatura Migliore attrice protagonista a Margherita Buy
  - Candidatura Migliore attore non protagonista a Ennio Fantastichini
  - Candidatura Migliore musicista a Neffa
  - Candidatura Migliore canzone originale (Passione) a Neffa
  - Candidatura Migliore montatore a Patrizio Marone
  - Candidatura Migliore fonico di presa diretta a Marco Grillo
  - Candidatura Premio David Giovani a Ferzan Özpetek
- 2007 - Nastro d'argento
  - Miglior sceneggiatura a Ferzan Özpetek e Gianni Romoli
  - Miglior attrice protagonista a Margherita Buy
  - Miglior attrice non protagonista a Ambra Angiolini
  - Miglior canzone originale (Passione) a Neffa
  - Candidatura Regista del miglior film a Ferzan Özpetek
  - Candidatura Migliore attore non protagonista a Ennio Fantastichini
- 2008 - European Film Awards
  - Candidatura Premio del pubblico al miglior film europeo
- 2007 - Premio Flaiano
  - Miglior regista a Ferzan Özpetek
  - Miglior attore a Stefano Accorsi
  - Migliore attrice a Ambra Angiolini
  - Candidatura Miglior attrice a Margherita Buy
- 2007 - Globo d'oro
  - Miglior regista a Ferzan Özpetek
  - Miglior attrice a Margherita Buy
  - Miglior attrice rivelazione a Ambra Angiolini
  - Miglior sceneggiatura a Ferzan Ozpetek e Gianni Romoli
  - Miglior musica a Neffa
  - Candidatura Miglior film a Ferzan Özpetek
- 2007 - Ciak d'oro
  - Miglior regista a Ferzan Özpetek[2]
  - Miglior attrice protagonista a Margherita Buy[2]
  - Miglior colonna sonora a Neffa [2]
  - Rivelazione dell'anno a Ambra Angiolini[2]
  - Candidatura Migliore attore non protagonista a Ennio Fantastichini
  - Candidatura Migliore attore non protagonista a Luca Argentero
  - Candidatura Miglior attrice non protagonista a Ambra Angiolini
- 2007 - Diamanti al Cinema
  - Miglior attore non protagonista a Luca Argentero
- 2007 - Festival internazionale del cinema di Karlovy Vary
  - Candidatura al Globo di cristallo a Ferzan Özpetek